# 2. svibnja
2. svibnja (2. 5.) 122. je dan godine po gregorijanskom kalendaru (123. u prijestupnoj godini).
Do kraja godine imaju još 243 dana.

## Događaji
- 1668. – Sklopljen je Aachenski mir poslije tzv. Devolucijskog rata.
- 1843. – prvi put je održan govor u Saboru na hrvatskom jeziku; održao ga je Ivan Kukuljević Sakcinski.
- 1991. – srpski teroristi masakrirali 12 hrvatskih policajaca u Borovu Selu kod Vukovara
- 1995. – Završena operacija Bljesak. Dalekometni topnički napad srpskih terorista na Zagreb.
- 1995. – U znak odmazde za vojni poraz u vojno-redarstvenoj operaciji Bljesak, pobunjeni su Srbi raketnim sustavom "Orkan" s kazetnim punjenjem napali središte Zagreba, gdje je poginulo sedam, a ranjene su 194 osobe.
- 1997. – Tony Blair u dobi je od 44 godine postao najmlađi britanski premijer u 185 godina.

| - 1729. – Katarina II. Velika, ruska carica († 1796.) - 1772. – Novalis, njemački književnik († 1801.) - 1806. – Catherine Labouré, francuska katolička svetica († 1876.) - 1881. – Aleksandar Kerenski, ruski revolucionarni premijer († 1970.) - 1885. – Hedda Hopper, američka glumica i novinarka († 1966.) - 1897. – Adolf Hyła, poljski slikar († 1965.) - 1904. – Bing Crosby, američki pjevač i glumac († 1977.) - 1936. – Tamás Mendelényi, mađarski mačevalac († 1999.) - 1943. – Mustafa Nadarević, bosanskohercegovački glumac († 2020.) - 1975. – David Beckham, engleski nogometaš - 1992. – Vanessa Mai, njemačka pjevačica hrvatskoga porijekla - 2002. – Matej Mandić, hrvatski rukometaš | - 1519. – Leonardo da Vinci, talijanski znanstvenik i umjetnik (* 1452.) - 1567. – Marin Držić, dubrovački komediograf - 1683. – Stjepan Gradić, hrvatski filozof i znanstvenik (* 1613.) - 1925. – Antun Branko Šimić, hrvatski pjesnik i esejist (* 1898.) - 1925. – Johann Palisa, austrijski astronom (* 1848.) - 1957. – Joseph McCarthy, američki političar - 1984. – Sandra Sabattini, talijanska blaženica (* 1961.) - 2015. – Maja Pliseckaja, ruska balerina (* 1925.) - 2022. – Đuro Seder, hrvatski slikar, pjesnik i akademik (* 1927.) |